# 팀 라이스
팀 라이스 경(영어: Sir Tim Rice, 1944년 11월 10일 ~ )은 영국의 작사가이자 작가이다.

## 경력
라이스는 잉글랜드 아머샴에서 태어나 올드윅베리 스쿨(Aldwickbury School), 세인트올번스 스쿨(St Albans School, Hertfordshire), 랜싱 칼리지(Lancing College)를 거쳐 파리 대학교(nouvelle université de Paris)에서 1년 동안 유학했다.
프랑스 유학 이후, 1966년 라이스는 EMI 레코드에 MT(Management Trainee)로 입사한다. 1968년에 프로듀서 노리 파라머가 자신의 회사를 세우기 위해 퇴사하자, 라이스는 그를 따라 협력 프로듀서로서 클리프 리처드 등 여러 음악가와 함께 일하게 된다.
앤드루 로이드 웨버가 작곡한 《요셉 어메이징》, 《지저스 크라이스트 슈퍼스타》, 《에비타》의 노래들을 작사한 것으로 유명하며, 월트 디즈니 컴퍼니에서 작곡가 앨런 멘켄, 엘튼 존과 함께 작업했다.
ABBA의 비에른 울바에우스와 베뉘 안데르손과 함께 뮤지컬 《체스》를 공동 제작했으며, 릭 웨이크먼의 콘셉트 음반 《1984》와 《Cost of Living》 작업을 돕기도 했다.

## 뮤지컬
- 1968년 - 《요셉 어메이징》 - 앤드루 로이드 웨버 작곡
- 1970년 - 《지저스 크라이스트 슈퍼스타》 - 앤드루 로이드 웨버 작곡
- 1976년 - 《에비타》 - 앤드루 로이드 웨버 작곡
- 1983년 - 《블론델》 - 스티븐 올리버 작곡
- 1984년 - 《체스》 - 베뉘 안데르손 · 비에른 울바에우스 작곡
- 1986년 - 《크리켓》 - 앤드루 로이드 웨버 작곡
- 1992년 - 《타이쿤》[주 2]
- 1994년 - 《미녀와 야수》 - 앨런 멘켄 작곡, 하워드 애시먼 공동작사
- 1996년 - 《히스클리프》 - 존 파러 작곡
- 1997년 - 《라이온 킹》 - 엘튼 존 작곡
- 1997년 - 《킹 데이비드》 - 앨런 멘켄 작곡
- 2000년 - 《아이다》 - 엘튼 존 작곡
- 2005년 - 《더 라이크스 오브 어스》 - 앤드루 로이드 웨버 작곡
- 2011년 - 《오즈의 마법사》 - 6개 신곡 앤드루 로이드 웨버 작곡 | 17개 곡 해럴드 알런 작곡 · 입 하버그 작사[주 3]
- 2011년 - 《알라딘》 - 앨런 멘켄 작곡, 하워드 애시먼 · 채드 베글린 공동작사
- 2013년 - 《지상에서 영원으로》 - 스튜어트 브라이슨 작곡

## 영화와 텔레비전
- 1983년 - 《007 옥터퍼시》 주제가 〈All Time High〉 - 존 배리 작곡
- 1992년 - 《알라딘》 - 앨런 멘켄 음악. 하워드 애시먼과 협동 작업.
- 1994년 - 《라이온 킹》 - 주제가(song) 작곡 및 노래: 엘튼 존 | 연주곡(score) 작곡: 한스 짐머
- 2000년 - 《엘도라도》 - 주제가 작곡 및 노래: 엘튼 존 | 연주곡 작곡: 한스 짐머, 존 파월
- 2009년 - 《호두까기 인형 3D》 - 표트르 차이콥스키 원작, 예두아르트 아르테미예프 작곡
- 2017년 - 《미녀와 야수 (2017년 영화)》 - 앨런 멘켄 작곡
- 2019년 - 《알라딘 (2019년 영화)》- 앨런 멘켄 작곡[주 4]
- 2019년 - 《라이온 킹 (2019년 영화)》 - 주제가(song) 작곡 및 노래: 엘튼 존 | 연주곡(score) 작곡: 한스 짐머

## 상훈

### 수상
- 1980년 그래미 어워드 Best Cast Show Album - 《에비타》[1]
- 1980년 토니상 Best Book of a Musical - 《에비타》[2]
- 1980년 토니상 음악상 - 《에비타》[2]
- 1980년 드라마 데스크상 최우수 가사상 - 《에비타》[3]
- 1992년 제65회 아카데미 주제가상 - 〈A Whole New World〉[4]
- 1992년 골든 글로브상 주제가상 - 〈A Whole New World〉[5]
- 1993년 그래미 어워드 올해의 노래 - 〈A Whole New World〉[1]
- 1993년 그래미 어워드 Best Song Written Specifically For A Motion Picture Or For Television - 〈A Whole New World〉[1]
- 1993년 그래미 어워드 Best Musical Album For Children - 《Aladdin: Original Motion Picture Soundtrack》[1]
- 1994년 제67회 아카데미 주제가상 - 〈Can You Feel the Love Tonight〉[4]
- 1994년 골든 글로브상 주제가상 - 〈Can You Feel the Love Tonight〉[5]
- 1996년 제69회 아카데미 주제가상 - 〈You Must Love Me〉[4]
- 1996년 골든 글로브상 주제가상 - 〈You Must Love Me〉[5]
- 2000년 그래미 어워드 Best Musical Show Album - 《Elton John and Tim Rice's Aida》[1]
- 2000년 토니상 음악상 - 《Elton John and Tim Rice's Aida》[2]
- 2012년 로런스 올리비에상 런던 극장 협회 특별상[6]
- 2018년 에미상 Outstanding Variety Special (Live) - 《Jesus Christ Superstar Live in Concert》[7]

### 명예의 전당
- 1999년 송라이터 명예의 전당 헌액[8]
- 2002년 디즈니 레전즈[9]
- 2008년 할리우드 명예의 거리 헌액[10]

### 서훈
- 1994년 기사작위(Knight Bachelor) 서임[11]

## 주해
1. ↑  1980년대 후반 팀 라이스와 일레인 페이지와의 관계가 드러나는 등 사실상 이혼 상태에 들어갔지만, 법적으로는 제인 매킨토시와의 혼인관계를 유지하고 있다.
2. ↑  프랑스의 뮤지컬 《Starmania》를 영어로 개작했다.
3. ↑  17개 곡 중 4곡에 팀 라이스가 공동작사로 올라 있다.
4. ↑  신곡은 파섹 앤 폴 작곡이다.